# Габдулла Чельбир
Габдулла Чельбир, также Мустансир (чув.-Габдулла Челбир) — эмир (правитель) Волжской Булгарии с 1178 по 1225 годы.

## Биография
Габдулла Чельбир был сыном ханa Назир ад-Дина. Во времена его правления Волжская Булгария укрепилась экономически, была создана боеспособная армия. При нём столица была перенесена из Болгара в город Биляр.
Тем не менее правление Чельбира пришлось на неспокойное время. Он пытался сгладить противоречия между различными племенами в составе государства, примирить пёстрый конфессиональный состав населения. В период его правления было инициировано укрепление границ Булгарии: строительство новых крепостей, приведение в порядок существующих фортификационных сооружений и создание оборонительных рвов и каналов. Армия была разделена на регулярные войска и ополчение. Данные шаги были предприняты из-за дошедших вестей о приближении с востока монголов под предводительством Чингисхана. Чельбир также посетил некоторые соседние страны, чтобы привлечь новых союзников против потенциального врага.